# Fußball-Weltmeisterschaft 2002/Irland
Die irische Fußballnationalmannschaft bei der Fußball-Weltmeisterschaft 2002 in Japan und Südkorea:

## Qualifikation
Irland hatte als Gruppengegner Portugal, die Niederlande, Estland, Zypern und Andorra zugelost bekommen. Da sich nur der Gruppenerste direkt qualifizierte und der Zweite ein Entscheidungsspiel austragen musste, standen die Chancen für eine WM-Teilnahme denkbar schlecht. Portugal und die Niederlande galten als hohe Favoriten.
Zum Auftakt gab es aber ein überraschendes Auswärts-Unentschieden gegen die Niederlande, die wieder einmal ein Qualifikationsspiel auf die leichte Schulter genommen hatten. Es war fast eine Sensation, als auch das nächste Auswärtsspiel gegen Portugal unentschieden endete. Plötzlich schien eine Qualifikation nicht mehr unmöglich. Die nächsten Spiele wurden programmgemäß gegen die leichten Gegner Estland, Zypern und Andorra gewonnen. Die Niederländer mussten dagegen eine Heimniederlage gegen Portugal hinnehmen.
Der Grundstein zur dritten Endrundenteilnahme nach 1990 und 1994 legten die Iren am 2. Juni 2001 mit einem erneuten Unentschieden gegen Portugal. Einige Wochen später gewann man zu Hause durch eine starke kämpferische Leistung gegen die Niederlande mit 1:0. Der zweite Tabellenplatz war erreicht. Nur auf Grund des besseren Torverhältnisses wurde Portugal erster.
Bei den Entscheidungsspielen musste Irland gegen den Iran antreten, wobei man sich knapp durchsetzte.
| Niederlande | – | Irland      |  | 2:2 |
| Portugal    | – | Irland      |  | 1:1 |
| Irland      | – | Estland     |  | 2:0 |
| Zypern      | – | Irland      |  | 0:4 |
| Andorra     | – | Irland      |  | 0:3 |
| Irland      | – | Andorra     |  | 3:1 |
| Irland      | – | Portugal    |  | 1:1 |
| Estland     | – | Irland      |  | 0:2 |
| Irland      | – | Niederlande |  | 1:0 |
| Irland      | – | Zypern      |  | 4:0 |

Entscheidungsspiel:
| Irland | – | Iran   |  | 2:0 |
| Iran   | – | Irland |  | 1:0 |

## Irisches Aufgebot
| Nr.               | Name                    | Verein vor WM-Beginn | Geburtstag | Spiele   | Tore     |          |          |          |          |
| Torhüter          | Torhüter                | Torhüter             | Torhüter   | Torhüter | Torhüter | Torhüter | Torhüter | Torhüter | Torhüter |
| ----------------- | ----------------------- | -------------------- | ---------- | -------- | -------- | -------- | -------- | -------- | -------- |
| 1                 | Shay Given              | Newcastle United     | 20.04.1976 | 4        | 0        | 0        | 0        | 0        |          |
| 16                | Dean Kiely              | Charlton Athletic    | 10.10.1970 | 0        | 0        | 0        | 0        | 0        |          |
| 23                | Alan Kelly              | Blackburn Rovers     | 11.08.1968 | 0        | 0        | 0        | 0        | 0        |          |
| Abwehrspieler     |                         |                      |            |          |          |          |          |          |          |
| 2                 | Steve Finnan            | FC Fulham            | 24.04.1976 | 4        | 0        | 0        | 0        | 0        |          |
| 3                 | Ian Harte               | Leeds United         | 31.08.1977 | 4        | 0        | 1        | 0        | 0        |          |
| 4                 | Kenny Cunningham        | FC Wimbledon         | 28.06.1971 | 2        | 0        | 0        | 0        | 0        |          |
| 5                 | Steve Staunton          | Aston Villa          | 19.01.1969 | 4        | 0        | 1        | 0        | 0        |          |
| 14                | Gary Breen              | Coventry City        | 12.12.1973 | 4        | 1        | 0        | 0        | 0        |          |
| 15                | Richard Dunne           | Manchester City      | 21.09.1979 | 0        | 0        | 0        | 0        | 0        |          |
| 18                | Gary Kelly              | Leeds United         | 09.07.1974 | 4        | 0        | 0        | 0        | 0        |          |
| 20                | Andy O’Brien            | Newcastle United     | 29.06.1979 | 0        | 0        | 0        | 0        | 0        |          |
| Mittelfeldspieler |                         |                      |            |          |          |          |          |          |          |
| 6                 | Roy Keane (Suspendiert) | Manchester United    | 10.08.1971 | 0        | 0        | 0        | 0        | 0        |          |
| 7                 | Jason McAteer           | AFC Sunderland       | 18.06.1971 | 2        | 0        | 0        | 0        | 0        |          |
| 8                 | Matt Holland            | Ipswich Town         | 11.04.1974 | 4        | 1        | 0        | 0        | 0        |          |
| 9                 | Damien Duff             | Blackburn Rovers     | 02.03.1979 | 4        | 1        | 0        | 0        | 0        |          |
| 11                | Kevin Kilbane           | AFC Sunderland       | 01.02.1977 | 4        | 0        | 0        | 0        | 0        |          |
| 12                | Mark Kinsella           | Charlton Athletic    | 12.08.1972 | 4        | 0        | 0        | 0        | 0        |          |
| 21                | Steven Reid             | FC Millwall          | 10.03.1981 | 2        | 0        | 1        | 0        | 0        |          |
| 22                | Lee Carsley             | FC Everton           | 28.02.1974 | 1        | 0        | 0        | 0        | 0        |          |
| Stürmer           |                         |                      |            |          |          |          |          |          |          |
| 10                | Robbie Keane            | Leeds United         | 08.07.1980 | 4        | 3        | 0        | 0        | 0        |          |
| 13                | David Connolly          | FC Wimbledon         | 06.06.1977 | 1        | 0        | 0        | 0        | 0        |          |
| 17                | Niall Quinn             | AFC Sunderland       | 06.10.1966 | 3        | 0        | 0        | 0        | 0        |          |
| 19                | Clinton Morrison        | Crystal Palace       | 14.05.1979 | 0        | 0        | 0        | 0        | 0        |          |
| Trainer           |                         |                      |            |          |          |          |          |          |          |
|                   | Mick McCarthy           |                      | 07.02.1959 |          |          |          |          |          |          |

## Vorrunde
Bei Irland gab es bereits vor dem Turnier Aufregung. Der Star und Kapitän der Mannschaft, Roy Keane, kritisierte wiederholt den Verband für seine organisatorischen Leistungen und wurde daraufhin suspendiert.
Nachdem Irland bei den ersten beiden Gruppenspielen gegen Kamerun und Deutschland jeweils ein Unentschieden erreicht hatte, war das Achtelfinale zum Greifen nahe. Ein 2:0 gegen die schwachen Saudis würde genügen. Irland hatte zwar noch nie ein WM-Spiel mit mehr als einem Tor Unterschied gewonnen, aber Saudi-Arabien war kein ernsthafter Gegner. Die Iren gewannen mit 3:0 und wurden hinter Deutschland Zweiter der Gruppe E.
| Spiele Irlands in der Vorrunde |                        |          |
| Datum                          | Begegnung              | Ergebnis |
| 1. Juni                        | Irland – Kamerun       | 1:1      |
| 5. Juni                        | Deutschland – Irland   | 1:1      |
| 11. Juni                       | Saudi-Arabien – Irland | 0:3      |

| Endstand Gruppe E |               |      |        |
| Rang              | Land          | Tore | Punkte |
| 1                 | Deutschland   | 11:1 | 7      |
| 2                 | Irland        | 5:2  | 5      |
| 3                 | Kamerun       | 2:3  | 4      |
| 4                 | Saudi-Arabien | 0:12 | 0      |

## Achtelfinale
Gegner Irlands war der Sieger der Gruppe B, Spanien. Die Spanier hatten neben Brasilien als einzige alle Vorrundenspiele gewonnen und galten als Favorit. Mit Raúl und Morientes hatten sie Weltklassespieler im Aufgebot.
Spanien ging bereits in der achten Minute in Führung. Irland kämpfte verbissen. Mit einer schier unglaublichen läuferischen Leistung versuchte man den Ausgleich zu erzwingen, scheiterte aber immer wieder am überragenden Torhüter Iker Casillas. Der hielt Mitte der zweiten Halbzeit sogar einen Strafstoß. Erst in der 90. Minute konnte Irland durch einen Foulelfmeter ausgleichen. In der Verlängerung wurde weiter gekämpft. Spanien hatte nur noch zehn Mann auf dem Platz, da ein Spieler verletzt ausschieden war und das Auswechselkontingent bereits erschöpft war. Doch es blieb beim 1:1.
Damit kam es zum Elfmeterschießen Zuerst trafen Robbie Keane und Fernando Hierro, danach verschoss Holland für Irland und Rubén Baraja brachte Spanien mit 2:1 in Führung. Die nächsten vier Schützen verschossen allesamt (Conolly, Kilbane; Juanfran, Valerón). Nachdem Finnan nochmals als letzter irischer Schütze ausgleichen konnte verwandelte Gaizka Mendieta als letzter Schütze sicher und brachte Spanien ins Viertelfinale.
| Irland | – | Spanien |  | 1:1 n. V., 2:3 i. E. |